# Parrocchie di Saint Vincent e Grenadine

Parrocchie di Saint Vincent e Grenadine

Le parrocchie di Saint Vincent e Grenadine costituiscono la suddivisione territoriale di primo livello del Paese e sono pari a 6. Di queste, 5 sono localizzate sull'isola di Saint Vincent, l'altra coincide con l'arcipelago delle Grenadine.

## Lista
| Localizzazione | Parrocchia    | Capoluogo      | Popolazione (2000) | Superficie (Km2) |
| -------------- | ------------- | -------------- | ------------------ | ---------------- |
|                | Charlotte     | Georgetown     | 38 000             | 149              |
|                | Grenadine     | Port Elizabeth | 9 200              | 43               |
|                | Saint Andrew  | Layou          | 6 700              | 29               |
|                | Saint David   | Chateaubelair  | 6 700              | 80               |
|                | Saint George  | Kingstown      | 51 400             | 52               |
|                | Saint Patrick | Barrouallie    | 5 800              | 37               |